# St. Peters, Missouri
St. Peters là một thành phố thuộc quận St. Charles trong tiểu bang Missouri, Hoa Kỳ. Thành phố có diện tích km2, dân số 2010 theo ước tính của Cục điều tra dân số Hoa Kỳ là 61.949 người.